# 체인지 디바
《체인지 디바》(영어: Drop Dead Diva)는 라이프타임에서 2009년 7월 21일부터 2014년 6월 22일까지 방영한 텔레비전 법률 드라마이다.
원래는 시즌4의 마지막 회를 끝으로 캔슬되었으나 팬들의 거센 반발로 캔슬이 취소되었고 시즌 6까지 방영되었다.
원제는 《Drop Dead Diva》이고 한국에서는 《체인지 디바》로 TvN에서 방영되었다.

## 줄거리
24살의 날씬한 금발의 모델이 교통사고로 사망하고 그 영혼이 동시간대에 사망한 32살의 뚱뚱한 과체중의 변호사의 몸속으로 들어가게 되면서 벌어지는 일들을 그린 로맨틱 코미디와 법정 드라마 장르를 혼합한 티비쇼이다.